# A. Hartleben’s Verlag

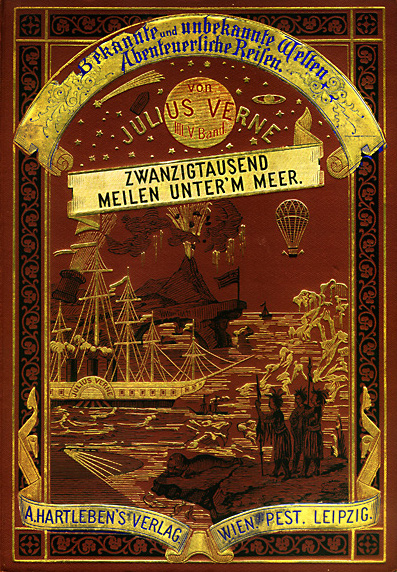
Deutsche Erstausgabe von 20.000 Meilen unter dem Meer von Jules Verne, 1874

A. Hartleben’s Verlag erlangte um die Jahrhundertwende zum 20. Jahrhundert Popularität durch seine Übersetzungen Jules Vernes, Alexandre Dumas’ und Erzählungen von Peter Rosegger. Die Belletristik und Reisebeschreibungen wurde jedoch reduziert. Als Fachbuchverlag stieg er unter der Führung des an technischen Entwicklungen interessierten Eugen Marx auf, so dass zu besten Zeiten um 1910 jährlich 75 bis 100 Bände neu produziert wurden. Diese Zahlen schrumpften in den beiden Weltkriegen dramatisch und leiteten das Ende der kreativen Verlagstätigkeit ein. Mit einem unkapriziösen Bruch zur Tradition wurde der Verlagsmantel als Neuanfang in der Nachkriegszeit von Walter Rob begriffen, dessen Familie bis 2007 Inhaberin war.

## Verlagsgeschichte

### 1802–1863 unter Conrad Adolf Hartleben
Der Verlagsgründer Conrad Adolf Hartleben (* 26. August 1778 in Mainz; † 5. April 1863) wurde als Sohn eines in Mainz lehrenden Juristen geboren. 1802 kaufte er vierundzwanzigjährig die Buchhandlung des Sigmund von Ivanics in Ofen. Die Bewilligung zur Errichtung einer Buchhandlung in Pest erhielt er 1803 und eröffnete diese im Juni 1804 als Sortiments- und Verlagsbuchhandlung. Mit großem ideellem Einsatz und kaufmännischem Geschick erarbeitete er sich ein weithin in der Monarchie bekanntes Renommee des florierenden Unternehmens. Im Jahre 1844 verlegte er den Firmenhauptsitz in das verkehrsgünstiger gelegene Wien und firmierte unter „C.A. Hartleben’s Verlags-Expedition in Pest, Wien und Leipzig“. Weidmanns österreichischer Messkatalog von 1845 verweist auf 508 Werke des Verlags, welche im österreichischen Kaiserstaat erschienen sind. Conrad Adolf Hartleben beteiligte sich 1859 an der Mitgründung des Vereines der österreichischen Buchhändler. Viele Anerkennungen wurden dem Verlagsgründer zu teil, so wurde ihm im Jahr 1861 die goldene Medaille für Kunst und Wissenschaft von Kaiser Franz Joseph I. verliehen. Bis ins Alter engagierte sich der Verleger und verstarb mit 85 Jahren.

### 1863–1869 unter Adolf Hartleben
Nach dem Tod des Firmengründers wurden die Geschäftszweige für Sortiment (Pest) und Verlag (Wien) in selbstständige Abteilungen und Besitzverhältnisse aufgeteilt. Der Großneffe des Gründers, Adolf Hartleben (* 1835 in Neu-Gradiska; † 18. November 1903 in Blasewitz bei Dresden), Buchhändler, übernahm den gesamten deutschen und ungarischen Verlag. Daraufhin wurde der Verlag in Pest verkauft, um die Struktur zu konsolidieren. Adolf Hartleben engagierte als Branchenneuling 1864 in der Firma A. Hartleben den jungen Eugen Marx aus Leipzig, den er während seiner Ausbildung zum Buchhändler kennengelernt hatte.

### 1869–1918 unter Eugen Marx
Eugen Marx (* 1844 in Leipzig; † 11. Juni 1934 in Graz) erhielt 1869 Prokura. Der Verlag ungarischer Schulbücher in Pest wurde von Gustav Heckenast, der Verlag ungarischer Belletristik von M. Rath übernommen. Adolf Hartleben verlegte 1870 seinen Wohnsitz nach Leipzig und zog sich in den folgenden Jahren zunehmend mehr aus dem Geschäftsleben zurück. Im Jahre 1871 verkaufte Adolf Hartleben seinen Geschäftsanteil an der Sortiments-Buchhandlung Hartleben & Comp. in Pest an beide Gesellschafter August Röber und Hermann Starke. Deren Buchhandlungsfirma Hartleben & Comp. wurde 1872 in Röber & Starke in Pest umbenannt, um Verwechslungen mit dem Stammhaus A. Hartleben zu vermeiden. Die „Sortiments-Abtheilung“ „Buchhandlung für periodische Literatur“ wurde 1873 mit ihren Lagerbeständen und Verbindungen, ohne Aktiva und Passiva, an die Herren Fr. Leo & Co. verkauft. 1875 wurde das Geschäftslokal in die Walfischgasse 1, Eckhaus der Kärntner Straße verlegt und Eugen Marx als Gesellschafter unter der Firma „A. Hartleben in Wien“ aufgenommen. 1877 beschaffte er eine Remington’sche Schreib-Druckmaschine für das Comptoir und damit vermutlich eine der ersten dieser Art in Wien überhaupt. Kurz vor seinem Tod veräußerte der schon lange in Blasewitz als Privatmann lebende Adolf Hartleben seinen Anteil an der als Gesellschaftsfirma betriebenen Verlags-, Sortiments- und Commissions-Buchhandlung „A. Hartleben“ 1892 an seinen Associé Eugen Marx.
In den Jahren des Ersten Weltkriegs herrschte großer Mangel an männlichen Arbeitskräften, so dass sämtliche Aufgaben des Geschäftsbetriebs von den Senioren und Frauen übernommen werden mussten und die Produktion bald völlig unterblieb. Eugen Marx, mittlerweile 74 Jahre alt, trat 1918 von der Leitung der Firma zurück und übergab sie seinem als Oberleutnant und Batteriekommandant heimgekehrten Sohn Richard Marx (* 25. Juni 1885 in Wien-Dornbach; † 27. September 1959 in Wien) und zog sich nach Graz zurück, wo er in seiner Freizeit an der Grazer Universität Chemie studierte.

### 1918–1947 unter Richard Marx
Das Kommissionsgeschäft wurde 1921 an die Firma „Rudolf Lechner und Sohn“ verkauft und 1927 der Geschäftszweig „Abteilung Auslieferung Deutscher Verleger“ gegründet. Im Jahre 1932 übernahm die Firma A. Hartleben alle Geschäftsanteile der „Wilhelm Frick Ges. m.b.H.“ und zog von der Singerstraße 12 in die ehemaligen Räumlichkeiten der Firma Frick nach Wien, Graben 27.

### 1947–1950 unter Rudolf Wolfram
Die Einzelfirma A. Hartleben wurde 1947 in die A. Hartleben offene Handelsgesellschaft umgewandelt. Die einzelvertretungsbefugten Gesellschafter waren Hugo Keller, Rudolf Wolfram und Lisbeth Michalek.

### 1950–2000 unter Walter Rob
Hugo Keller und Lisbeth Michalek traten 1950 aus der Handelsgesellschaft aus, dafür traten Walter Rob sowie Hilde Marx, Tochter des Richard Marx, ein, welche 1952 die Gesellschaft wieder verließ. Richard Marx sollte noch bis 1959 im Unternehmen tätig sein, als er noch vor seiner Pensionierung unerwartet starb. Auch Rudolf Wolfram trat 1954 aus der Gesellschaft aus, so dass nunmehr die Firma ab da nach ihrem Alleinbesitzer heißt: A. Hartleben, Inhaber Dr. Rob. Walter Rob starb im Jahre 2000.

### 2000–2007 unter Marion Unger-Rob
Marion Unger-Rob, die Tochter von Walter Rob, übernahm die Gesamtleitung des Unternehmens. 2007 endete die Einflussnahme der Familie Rob in der Hütteldorfer Straße 114.

### Seit 2007 unter Markus Duran
Das Ladengeschäft der Buchhandlung in der Hütteldorfer Straße in Penzing wurde noch bis zum Juni 2009 vom neuen Inhaber Markus Duran mit Gründung der HERA A. Hartleben GmbH weitergeführt und dann geschlossen. Der Filialname existiert seitdem weiter als HERA A. Hartleben GmbH in der Othmargasse 25 in 1200 Wien.

## Verlagsprogramm
| Name | Anzahl der Bände/Teile                                   | Erscheinungszeitraum |
| --- | -------------------------------------------------------- | -------------------- |
| Chemisch-technische Bibliothek | 423 Bände                                                | 1875–1949            |
| Edinburger Cabinets-Bibliothek für geschichtliche, geographische, naturhistorische und biographische Kenntnisse | 14 Teile                                                 | 1836–1838            |
| Bibliothek des Eisenbahnwesens | 8 Bände                                                  | 1884–1887            |
| Elektro-technische Bibliothek | 66 Bände                                                 | 1882–1911            |
| Bibliothek gemeinverständlicher Heilkunde | 4 Bände                                                  | –1896                |
| Hartleben’s Gerichtsbibliothek | 1 Jahrgang                                               | 1889                 |
| Historische Bibliothek für gebildete Leser aus allen Ständen | 9 Bände                                                  | 1830–1833            |
| Bibliothek der Künste | 11 Bände                                                 | 1870–1886            |
| Mechanisch-technische Bibliothek | 23 Bände                                                 | 1889–1924            |
| Hartleben’s Bibliothek österreichischer Gesetze | 19 Hefte                                                 | 1885–1889            |
| Hartleben’s Sportbibliothek | 13 Bände                                                 | 1880–1895            |
| Bibliothek der Sprachenkunde | 137 Bände                                                | 1886–1950            |
| Naturwissenschaftliche Taschenbibliothek | 7 Bände                                                  | 1909–1911            |
| Historisches Lese-Cabinet ausgezeichneter Geschichtswerke, Memoiren und Reisen aller Nationen in sorgfältigster Übersetzung | 28 Teile                                                 | 1850–1854            |
| Naturgeschichtliches Kabinet des Tierreiches | 10 Bände                                                 | 1836–1842            |
| Hartleben’s Chronik der Zeit | 9 Hefte                                                  | 1882–1884            |
| Eisenbahnrechtliche Entscheidungen der österreichisch ungarischen Gerichte (von Victor Röll) | 10 Jahrgänge (insgesamt 10 Teile)                        | 1887–1896            |
| Hartleben’s Illustrierte Führer | 67 Bände                                                 | 1880–1914            |
| Hartleben’s Katechismen | 8 Werke                                                  | 1879–1880            |
| Miniaturgemälde aus der Länder- und Völkerkunde, von den Sitten und Gebräuchen, der Lebensart und den Kostümen der verschiedenen Völkerschaften aller Weltteile, mit Landschafts- und Städteprojekten, Ansichten von Palästen und Abbildungen anderer merkwürdiger Denkmäler der älteren und neueren Baukunst überhaupt. Mit 500 Kupfern. | 50 Bändchen                                              | 1826–1828            |
| Neueste Erfindungen und Erfahrungen auf den Gebieten der praktischen Technik, Elektrotechnik, der Gewerbe, Industrie, der Land- und Hauswirtschaft. Begründet von Theodor Koller. Mit zahlreichen Illustrationen. Pro Jahrgang 13 Hefte bzw. 1 Band                                                                                       | 4. Jahrgang bis 47. Jahrgang (Jahrgang 1 bis 3 bei Manz) | 1877–1921            |
| Die Rechtsurkunden der österreichischen Eisenbahnen (von Rudolf Schuster, Edler von Bonnot, August Weeber) | 20 Hefte (oder 3 Bände)                                  | 1889–1896            |
| Deutsche Rundschau für Geographie und Statistik | 37 Jahrgänge                                             | 1878–1915            |
| Sammlung gemeinnütziger populär-wissenschaftlicher Vorträge | 18 Hefte (bzw. 2 Bände)                                  | 1876–1877            |
| Hartleben’s Spielbücher | 7 Werke                                                  | 1883–1888            |
| Der Stein der Weisen. Unterhaltung und Belehrung aus allen Gebieten des Wissens, für Haus und Familie. Unter Redaktion von Amand Freiherr von Schweiger-Lerchenfeld | 23 Jahrgänge (bzw. 46 Bände)                             | 1889–1919            |
| Stimmen aus Österreich | 7 Hefte                                                  | 1881–1883            |
| Tabellen, Tafeln, Maße und Gewichte von Eduard Bratassevic | 26 Werke                                                 | 1872–1905            |
| Politisch-statistische Tafel der österreichisch-ungarischen Monarchie | 6 Jahrgänge                                              | 1876–1882            |
| Zeitschrift für Eisenbahn und Dampfschiffahrt | 10 Jahrgänge                                             | 1889–1897            |
| Internationale Zeitschrift für die Elektrische Ausstellung in Wien 1883 | 24 Wochennummern                                         | 1883                 |
| Zeitschrift für Elektrotechnik | 2.–6. Jahrgang                                           | 1884–1888            |
| Hartlebens Atlanten | 5 in mehreren Auflagen verlegten Titeln                  | 1889–1911            |

## Quelle
- Martin Bruny: Die Verlagsbuchhandlung A. Hartleben. Eine Monographie (PDF; 10,6 MB), Diplomarbeit zur Erlangung des Magistergrades der Philosophie, Geisteswissenschaftliche Fakultät, Universität Wien, Wien 1995.